# Anton Lazar
Anton Lazar, slovenski rimskokatoliški duhovnik, * 11. januar 1927, Idrija, † 17. april 2016, Gorica, Italija.
Rodil se je v družini idrijskega rudarja. Ljudsko šolo je obiskoval v rojstnem kraju, srednjo v Malem semenišču v Gorici in Vidmu (1940-1945), bogoslovje pa v Ljubljani, kjer je bil 29. junija 1952 tudi posvečen v duhovnika. Prvo službo je nastopil kot začasni vikar namestnik v Spodnji Idriji (1952) in Ledinah (1953/1954). Nato je bil od leta 1954 kaplan v Tolminu in kasneje župnik v Logu pod Mangartom, Čezsoči, Soči, Trenti, Zavratcu, Doberdobu, Števerjanu in nazadnje v Gabrjah. Z dopisi in krajšimi članki je sodeloval v goriškem Katoliškem glasu.